# Prix Médicis étranger
Le prix Médicis étranger est décerné chaque année depuis 1970 par le jury du prix Médicis à un roman étranger paru en traduction française dans l'année.

## Lauréats du prix Médicis étranger
| Année |  | Auteur                       | Ouvrage                                                | Éditeur (xe fois)      | Pays (xe fois)  |
| ----- |  | ---------------------------- | ------------------------------------------------------ | ---------------------- | --------------- |
| 1970  |  | Luigi Malerba                | Saut de la mort                                        | Grasset                | Italie          |
| 1971  |  | James Dickey                 | Délivrance                                             | Flammarion             | États-Unis      |
| 1972  |  | Severo Sarduy                | Cobra                                                  | Seuil                  | Cuba            |
| 1973  |  | Milan Kundera                | La vie est ailleurs                                    | Gallimard              | Tchécoslovaquie |
| 1974  |  | Julio Cortázar               | Livre de Manuel                                        | Gallimard (2)          | Argentine       |
| 1975  |  | Steven Millhauser            | La Vie trop brève d'Edwin Mullhouse                    | Albin Michel           | États-Unis (2)  |
| 1976  |  | Doris Lessing                | Le Carnet d'or                                         | Albin Michel (2)       | Royaume-Uni     |
| 1977  |  | Hector Bianciotti            | Le Traité des saisons                                  | Gallimard (3)          | Argentine (2)   |
| 1978  |  | Alexandre Zinoviev           | L'Avenir radieux                                       | L'Âge d'Homme (2)      | URSS            |
| 1979  |  | Alejo Carpentier             | La Harpe et l'Ombre                                    | Gallimard (4)          | Cuba (2)        |
| 1980  |  | André Brink                  | Une saison blanche et sèche                            | Stock                  | Afrique du Sud  |
| 1981  |  | David Shahar                 | Le Jour de la comtesse                                 | Gallimard (5)          | Israël          |
| 1982  |  | Umberto Eco                  | Le Nom de la rose                                      | Grasset (2)            | Italie (2)      |
| 1983  |  | Kenneth White                | La Route bleue                                         | Grasset (3)            | Écosse          |
| 1984  |  | Elsa Morante                 | Aracoeli                                               | Gallimard (6)          | Italie (3)      |
| 1985  |  | Joseph Heller                | Dieu sait                                              | Grasset (4)            | États-Unis (3)  |
| 1986  |  | John Hawkes                  | Aventures dans le commerce des peaux en Alaska         | Seuil (2)              | États-Unis (4)  |
| 1987  |  | Antonio Tabucchi             | Nocturne indien                                        | Christian Bourgois     | Italie (4)      |
| 1988  |  | Thomas Bernhard              | Maîtres anciens                                        | Gallimard (7)          | Autriche        |
| 1989  |  | Álvaro Mutis                 | La Neige de l'amiral                                   | Sylvie Messinger       | Colombie        |
| 1990  |  | Amitav Ghosh                 | Les Feux du Bengale                                    | Seuil (3)              | Inde            |
| 1991  |  | Pietro Citati                | Histoire qui fut heureuse, puis douloureuse et funeste | Gallimard (8)          | Italie (5)      |
| 1992  |  | Louis Begley                 | Une éducation polonaise                                | Grasset (5)            | États-Unis (5)  |
| 1993  |  | Paul Auster                  | Léviathan                                              | Actes Sud              | États-Unis (6)  |
| 1994  |  | Robert Schneider             | Frère Sommeil                                          | Calmann-Lévy           | Autriche (2)    |
| 1995  |  | Alessandro Baricco           | Châteaux de la colère                                  | Albin Michel (3)       | Italie (6)      |
| 1996  |  | (ex æquo) Michael Krüger     | Himmelfarb                                             | Seuil (4)              | Allemagne       |
| 1996  |  | (ex æquo) Ludmila Oulitskaïa | Sonietchka                                             | Gallimard (9)          | Russie (2)      |
| 1997  |  | T. Coraghessan Boyle         | América                                                | Grasset (6)            | États-Unis (7)  |
| 1998  |  | Jonathan Coe                 | La Maison du sommeil                                   | Gallimard (10)         | Royaume-Uni (2) |
| 1999  |  | Björn Larsson                | Le Capitaine et les Rêves                              | Grasset (7)            | Suède           |
| 2000  |  | Michael Ondaatje             | Le Fantôme d'Anil                                      | L'Olivier              | Canada          |
| 2001  |  | Antonio Skarmeta             | La Noce du poète                                       | Grasset (8)            | Chili           |
| 2002  |  | Philip Roth                  | La Tache                                               | Gallimard (11)         | États-Unis (8)  |
| 2003  |  | Enrique Vila-Matas           | Le Mal de Montano                                      | Christian Bourgois (2) | Espagne         |
| 2004  |  | Aharon Appelfeld             | Histoire d'une vie                                     | L'Olivier (2)          | Israël (2)      |
| 2005  |  | Orhan Pamuk                  | Mon nom est rouge                                      | Gallimard (12)         | Turquie         |
| 2006  |  | Norman Manea                 | Le Retour du hooligan : une vie                        | Seuil (5)              | Roumanie        |
| 2007  |  | Daniel Mendelsohn            | Les Disparus (essai)                                   | Flammarion (2)         | États-Unis (9)  |
| 2008  |  | Alain Claude Sulzer          | Un garçon parfait                                      | Jacqueline Chambon     | Suisse          |
| 2009  |  | Dave Eggers                  | Le Grand Quoi                                          | Gallimard (13)         | États-Unis (10) |
| 2010  |  | David Vann                   | Sukkwan Island                                         | Gallmeister            | États-Unis (11) |
| 2011  |  | David Grossman               | Une femme fuyant l'annonce                             | Seuil (6)              | Israël (3)      |
| 2012  |  | Avraham Yehoshua             | Rétrospective                                          | Grasset (9)            | Israël (4)      |
| 2013  |  | Toine Heijmans               | En mer                                                 | Christian Bourgois (3) | Pays-Bas        |
| 2014  |  | Lily Brett                   | Lola Bensky                                            | La Grande Ourse        | Australie       |
| 2015  |  | Hakan Günday                 | Encore                                                 | Galaade                | Turquie (2)     |
| 2016  |  | Steve Sem-Sandberg           | Les Élus                                               | Robert Laffont         | Suède (2)       |
| 2017  |  | Paolo Cognetti               | Les Huit Montagnes                                     | Stock (2)              | Italie (7)      |
| 2018  |  | Rachel Kushner               | Le Mars Club                                           | Stock (3)              | États-Unis (12) |
| 2019  |  | Auður Ava Ólafsdóttir        | Miss Islande                                           | Zulma                  | Islande         |
| 2020  |  | Antonio Muñoz Molina         | Un promeneur solitaire dans la foule                   | Seuil (7)              | Espagne (2)     |
| 2021  |  | Jonas Hassen Khemiri         | La Clause paternelle                                   | Actes Sud (2)          | Suède (3)       |
| 2022  |  | Andreï Kourkov               | Les Abeilles grises                                    | Liana Levi             | Ukraine         |
| 2023  |  | (ex æquo) Lidia Jorge        | Misericordia                                           | Métailié               | Portugal        |
| 2023  |  | (ex æquo) Han Kang           | Impossibles Adieux                                     | Grasset (10)           | Corée du Sud    |
| 2024  |  | Eduardo Halfon               | Tarentule                                              | La Table ronde         | Guatemala       |